# 飛騨市サン・スポーツランドふるかわ野球場
飛騨市サン・スポーツランドふるかわ野球場（ひだしサン・スポーツランドふるかわやきゅうじょう）は、岐阜県飛騨市にある硬式野球場である。

## 概要
飛騨市南部の森林公園の一角に広がる球場。かつては「古川町営サン・スポーツランドふるかわ野球場」だったが、市町村合併により飛騨市が誕生したことにより、飛騨市営となった。
公認野球規則にのっとって作られているものの、土地を掘り下げて作ったすり鉢型球場であることから、バックネット以外はどこからでも自由に見ることができる。また、飛騨市は岐阜県内最北の市であることから、そのアクセスゆえ、全国高等学校野球選手権岐阜大会が行われることもなく、現在のところはJABA高山市長旗争奪飛騨高山大会が古川町営時代から引き続き毎年開かれている程度である（同大会は観戦無料）。

## アクセス
- JR高山本線 飛騨細江駅からタクシーで約10分
- 東海北陸道 飛騨清見インターチェンジより約15km